# Zaira (Oper)
Zaira ist eine tragische Oper (Originalbezeichnung: „tragedia lirica“) in zwei Akten von Vincenzo Bellini. Das Libretto schrieb Felice Romani auf Grundlage des 1732 entstandenen Dramas Zaïre von Voltaire. Die Uraufführung fand am 16. Mai 1829 am Nuovo Teatro Ducale in Parma statt.

## Handlung

### Erster Akt
Der Harem bereitet sich auf die Hochzeit von Orosmane, Sultan von Jerusalem, mit seiner Favoritin Zaira vor. Die Auserwählte ist Christin, aber glücklich vom Mann ihres Herzens auserwählt worden zu sein. Die Vergangenheit blendet sie aus, nur ein kleines goldenes Kreuz, das sie um den Hals trägt, erinnert an ihr vormaliges Leben. Orosmane liebt sie und bringt ihr höchste Wertschätzung entgegen.
Ihre Freundin Fatima ist eifersüchtig und macht ihr zum Vorwurf, in Missachtung ihres christlichen Glaubens einen Moslem heiraten zu wollen. Zaira proklamiert: „Zaira liebt, und Liebe ist ihr eigenes Gesetz.“
Auch eine Gruppe von Hofbeamten will auf dem Thron von Jerusalem keine Christin sehen und widersetzt sich, wird aber vom Wesir Corasmino beruhigt. Corasmino, missbilligt die Heirat ebenfalls, ist aber auch der beste Freund des Sultans und möchte sich deshalb dessen Liebe nicht entgegenstellen.
Orosmane erhält Besuch aus dem Frankenland, ohne zu wissen, dass es sich bei dem Gast um Zairas Bruder Nerestano handelt. Dieser besucht mit Zaira auch gefangene Landsleute, unter denen sich auch der Fürst Lusignano befindet. Am goldenen Kreuz, einem Taufgeschenk, das Zaira trägt, erkennt Lusignano, dass Zaira und Nerestano seine eigenen Kinder sind, von denen er dachte, sie seien verloren gegangen, als er in Gefangenschaft geriet. Über die bevorstehende Hochzeit Zairas mit dem Sultan ist er entsetzt. Vater und Bruder üben nun psychischen Druck auf Zaira aus, was aber ihre Liebe zum Sultan nicht berührt. Gleichwohl gibt sie nach und schwört, auf eine Heirat mit dem Sultan zu verzichten.
Nerestano beendet seinen Besuch. Die Trennung zwischen Bruder und Schwester ist schmerzvoll und hoch emotional. Corasmino beobachtet die Abschiedsszene und zieht, ohne das Verwandtschaftsverhältnis zu kennen, den Schluss, Zaira plane, mit dem Franken durchzubrennen.

### Zweiter Akt
Fatima drängt Zairas zu der Entscheidung zu stehen, Orosmane nicht zu heiraten, den christlichen Glauben zu behalten und sich die Liebe des Vaters und des Bruders zu erhalten. Als der Sultan Zaira besucht, bittet sie ihn, ihr noch Bedenkzeit zu geben.
Lusignano stirbt, die fränkischen Ritter versammeln sich und betrauern ihren Führer. Der Sultan gibt die Erlaubnis, den Fürsten nach christlichem Ritus ehrenvoll zu bestatten. Zaira ist es im Hinblick auf die bevorstehende Hochzeit nicht erlaubt, bei der Trauerzeremonie anwesend zu sein.
Der Wesir offenbart dem Sultan den vermeintlichen Verrat: Ein Sklave wurde abgefangen, der Zaira einen Brief bringen sollte. Der Brief stammt von Nerestano. Er will Zaira in der kommenden Nacht in einem Garten treffen. „Wenn Du nicht kommst“, so endet der Brief, „wirst Du mich in der Morgenfrühe tot auffinden“. Orosmane hat keinen Zweifel an einem Verrat von Zaira. Corasmino rät dem Sultan, den Brief zu Zaira gelangen zu lassen. Als sie die Botschaft bekommt, ist sie einmal mehr zerrissen zwischen ihrer Liebe und dem Schwur gegenüber dem Vater. Da hört sie den Trauergesang und erst jetzt erfährt sie vom Tod ihres Vaters. Unfähig dem seelischen Druck und der Trauer zu widerstehen, fällt sie in Ohnmacht.
Die letzte Szene zeigt einen abgelegenen Platz außerhalb des Palastes. Orosmane und Corasmino warten verborgen auf Zaira, die in Begleitung von Fatima auch kommt. Sie hat sich entschlossen, auf ihre Liebe zu Orosmane zu verzichten, um ins Frankenland zurückzukehren. Nerestano ist ein wenig später zur Stelle. Aus dem Schutz der Dunkelheit springt Orosmane plötzlich hervor und sticht auf Zaira ein. Erst aus den letzten Worten der Sterbenden Zaira, erfährt er, dass Nesterano ihr Bruder und nicht ihr Liebhaber ist. Zu spät bedauert der Sultan seine Eifersucht. Orosmane tötet sich selbst und bricht über dem leblosen Körper von Zaira zusammen.

## Instrumentation
Die Orchesterbesetzung der Oper enthält die folgenden Instrumente:
- Holzbläser: Piccoloflöte, zwei Flöten, zwei Oboen, Englischhorn, zwei Klarinetten, zwei Fagotte
- Blechbläser: vier Hörner, zwei Trompeten, drei Posaunen
- Pauken, Schlagzeug: Große Trommel, Becken
- Streicher
- Bühnenmusike: orientalische Instrumente (nicht differenziert), zwei Fagotte, zwei Hörner, Harfe

## Werkgeschichte
Die Uraufführung des Werks am 16. Mai 1829 am Nuovo Teatro Ducale in Parma war ein Misserfolg. Bellini verwandte deshalb größere Teile von Zaira in anderen Werken, insbesondere in der 1830 entstandenen Oper I Capuleti e i Montecchi. Zu Lebzeiten Bellinis kam es zu keiner weiteren Aufführung. 1836 fand in Florenz eine posthume Aufführung statt. In neuerer Zeit wurde Zaira erst 1976 in Catania mit Renata Scotto in der Titelrolle wieder aufgeführt.

## Diskographie (Auswahl)
- 1976; Danilo Belardinelli; Renata Scotto, Luigi Roni, Giorgio Lamberti, Maria Luisa Nave, Mario Rinaudo; Orchester und Chor des Teatro Massimo Bellini; Audio-CD Opera d’Oro
- 1990; Paolo Olmi; Katia Ricciarelli, Simone Alaimo, Ramón Vargas, Alexandra Papadjakou, Luigi Roni; Orchester und Chor des Teatro Massimo Bellini; Audio-CD Nuova Era